# Paul III Anton Esterházy de Galantha
Paul III Anton Esterházy de Galantha, född 10 mars 1786, död 21 maj 1866, var en ungersk furste och diplomat. Han var son till Nikolaus II Esterházy de Galantha.
Esterházy ingick 1842 i Ungerns första liberala parti, "de fria grundsatsernas parti", och var mars-september 1848 utrikesminister i Lajos Batthyánys självständighetsministär.